# Moscow (Idaho)
Pour les articles homonymes, voir Moscow.
La ville de Moscow (en anglais [mɑskoʊ]) est le siège du comté de Latah, dans l’État de l’Idaho, aux États-Unis. Sa population s’élevait à 23 800 habitants lors du recensement de 2010, estimée à 25 766 habitants en 2018.

## Démographie
| 1890 | 1900  | 1910  | 1920  | 1930  | 1940  |
| ---- | ----- | ----- | ----- | ----- | ----- |
| 76   | 2 484 | 3 670 | 3 956 | 4 476 | 6 014 |

| 1950   | 1960   | 1970   | 1980   | 1990   | 2000   |
| ------ | ------ | ------ | ------ | ------ | ------ |
| 10 593 | 11 183 | 14 146 | 16 513 | 18 519 | 21 291 |

| 2010   | - | - | - | - | - |
| ------ | - | - | - | - | - |
| 23 800 | - | - | - | - | - |

## Enseignement
La ville accueille l’université de l’Idaho.

## Jumelage
- Villa Carlos Fonseca (Nicaragua)

## Source
- (en) Cet article est partiellement ou en totalité issu de l’article de Wikipédia en anglais intitulé « Moscow, Idaho » (voir la liste des auteurs).